# Legionar
Legionar označava pripadnika vojne ili paravojne postrojbe koja u svom nazivu sadrži naziv Legija.
U užem smislu pod time se prvenstveno podrazumijeva profesionalni pripadnik rimske vojske, odnosno rimskih legija od uvođenja marijevskih reformi 107. pr. Kr. Legionarom je mogao postati svaki punoljetni rimski građanin ispod 45 godina starosti, a je bio dužan služiti sljedećih dvadesetpet godina.
Rimski legionari su bili poznati po izuzetno strogoj disciplini, koju su njihovi pretpostavljeni - centurioni - održavali surovim kaznama. Isto tako su podvrgavani svakodnevnim vojnim vježbama, odnosno egzerciru, koji im je omogućavao ne da budu fizički i borbenim vještinama superiorni većini potencijalnih neprijatelja nego da izvode i najkompliciranije manevre na bojištu.
Legionari su se dijelili na dva tipa - milites - zaduženi za redovne vojničke zadatke, te immunes, vojnike posebno izvježbane i zadužene za inženjerijske, sanitetske zadatke ili poslugu opsadnih sprava. Potonji su ponekad bili pošteđeni redovnih vojničkih vježbi, ali se i od njih očekivalo da se po potrebi bore kao obični vojnici.